# Zagy
A zagy nagyobb mennyiségű szilárd anyagot tartalmazó folyadék. A szilárd fázis általában nem képes oldódni a folyadékban, és gyakran ülepszik benne. Ülepedési sebessége a szemcsemérettől, és a relatív áramlástól függ.
Különböző ipari technológiákban sokféle a zagyok megítélése, még akár egy eljáráson belül is. A kiülepedést épp ezért néha meg kell akadályozni. Ezt különböző áramlástechnikai gépekkel oldják meg, és az így keletkezett elegy neve a szuszpenzió.
A bányászatban a csak meddőt tartalmazó zagyot derítő-tóba gyűjtik. 
A timföldgyártás során a visszamaradó hulladékot, a vörösiszapot felszíni zagytároló medencékben ülepítik.